# Mors-Thy Håndbold
Mors-Thy Håndbold är en dansk handbollsklubb från Thisted och Nykøbing Mors. Klubben spelar sina hemmamatcher i Thyhallen i Thisted och Sparekassen Thy Arena Mors i Nykøbing Mors.

## Spelartrupp
| Nr | Land    | Pos | Namn                    |
| -- | ------- | --- | ----------------------- |
| 1  | Danmark | MV  | Rasmus Nissen Henriksen |
| 30 | Danmark | MV  | Svend Rughave           |
| 4  | Danmark | M6  | Kasper Lindgren         |
| 6  | Danmark | V9  | Mads Thymann            |
| 7  | Sverige | V9  | Johan Nilsson           |
| 8  | Danmark | M9  | Frederik Tilsted        |
| 9  | Danmark | H9  | Nicolaj Kjær Spanggaard |
| 10 | Danmark | M9  | Mads Svane              |
| 11 | Danmark | H6  | Lasse Pedersen          |
| 15 | Danmark | M6  | Henrik Toft Hansen      |

| Nr | Land    | Pos | Namn                   |
| -- | ------- | --- | ---------------------- |
| 17 | Danmark | H6  | Malthe Bull            |
| 19 | Danmark | M9  | Victor Norlyk          |
| 20 | Danmark | H9  | Kristoffer Vestergaard |
| 21 | Danmark | V9  | Marcus Midtgaard       |
| 22 | Danmark | H9  | Gustav Sunesen         |
| 23 | Danmark | V6  | Henrik Tilsted         |
| 24 | Danmark | M6  | Rasmus Houmøller       |
| 25 | Danmark | V6  | Magnus Norlyk          |
| 33 | Danmark | M6  | Kasper Didriksen       |

## Meriter
- Danska cupmästare: 2020